# ビーチ25丁目駅
ビーチ25丁目駅（看板ではビーチ25丁目-ウェイブクレスト駅）は、クイーンズ区のビーチ25丁目とロッカウェイ・フリーウェイ交差点に位置するニューヨーク市地下鉄INDロッカウェイ線の駅である。A系統が終日停車する。

## 歴史

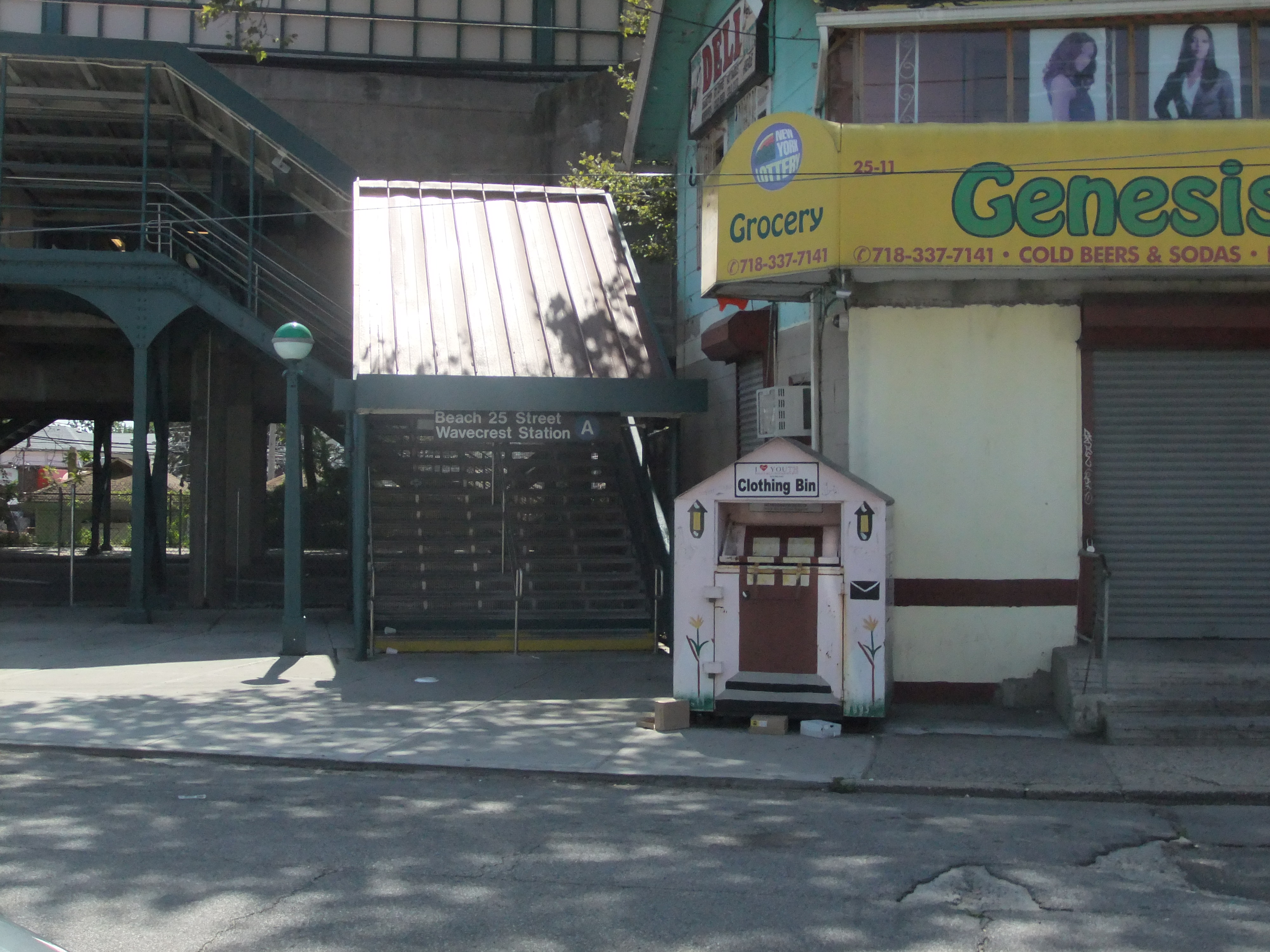
入口

駅は1928年5月にロングアイランド鉄道ファー・ロッカウェイ支線の駅として開業した。その後、1940年8月に閉鎖され、約800フィート東に移って1942年4月10日に再開したが、1955年10月3日に再度閉鎖、1956年6月28日にニューヨーク市地下鉄の駅として営業を再開した。再開当時は東端駅で、その後1958年にファー・ロッカウェイ駅まで延伸された。

## 駅構造
| P ホーム階 | 相対式ホーム、右側ドアが開く | 相対式ホーム、右側ドアが開く                             |
| P ホーム階 | 北行線                       | ← インウッド-207丁目駅行き（ビーチ36丁目駅）             |
| P ホーム階 | 南行線                       | → ファー・ロッカウェイ-モット・アベニュー駅行き（終点）→ |
| P ホーム階 | 相対式ホーム、右側ドアが開く |                                                          |
| M          | 改札階                       | 改札口、駅員詰所、メトロカード券売機                     |
| G          | 地上階                       | 出入口                                                   |

相対式ホーム2面2線で、コンクリート製の高架橋上に設置されている。
駅のアートワークはMauricio LopezによるPast-Present-Futureである。

### 出口
- 階段1つ、ロッカウェイ・フリーウェイとビーチ25丁目の交差点北西[6]
- 階段2つ、ロッカウェイ・フリーウェイとビーチ25丁目の交差点南西[6]